# Jerry Tarkanian

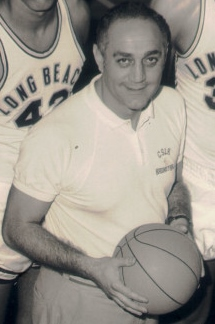
Jerry Tarkanian

Jerry Tarkanian (* 8. August 1930 in Euclid, Ohio; † 11. Februar 2015 in Las Vegas, Nevada) war ein US-amerikanischer Basketballtrainer armenischer Herkunft. Bekannt ist er durch seine Zeit als Trainer der University of Nevada, Las Vegas (UNLV) von 1973 bis 1992. Er gewann in der ersten NCAA-Division 78,4 Prozent seiner Spiele und war damit einer der erfolgreichsten Trainer in der Geschichte des College-Basketballs.

## Leben und Wirken
Jerry Tarkanian ist der älteste Sohn armenischer Einwanderer. Seine Mutter floh während des Völkermords an den Armeniern, nachdem ihr Vater und ältester Bruder von türkischen Soldaten enthauptet worden waren. Tarkanian hat eine jüngere Schwester Alice und einen Bruder Myron Tarkanian. Als Jerry Tarkanian 13 Jahre alt war, verstarb sein leiblicher Vater. Tarkanian studierte erst am Pasadena City College in Kalifornien und wechselte dann an die Fresno State University. Dort gehörte er der Basketballhochschulmannschaft an und schloss sein Studium 1955 ab. Später erlangte er an der University of Redlands einen weiteren Abschluss.
Zwischen 1956 und 1960 war Tarkanian Trainer verschiedener Highschools in der Gegend von Fresno. Seine Laufbahn als College-Trainer begann er beim Riverside City College in Kalifornien, wo er von 1961 bis 1966 beschäftigt war. Es folgten zwei Jahre am Pasadena City College sowie ab 1968 fünf Jahre als Trainer der Long Beach State University. Schließlich kam er 1973 zur UNLV. Mit den Running Rebels erreichte er 1989 die Runde der besten acht NCAA-Mannschaften. Zur Mannschaft um Stacey Augmon, David Butler, Greg Anthony und Anderson Hunt gewann Tarkinian im Vorfeld der Saison 1989/90 Larry Johnson hinzu, der vom Odessa College in Texas nach Las Vegas wechselte. Tarkinian führte UNLV 1990 zum Gewinn des NCAA-Meistertitels. Das 103:73 im Endspiel gegen die Duke University war der bis dahin höchste Sieg, die 103 Punkte bedeuteten die größte Punktausbeute einer Mannschaft in einem NCAA-Endspiel. Die Mannschaft blieb in weiten Teilen zusammen, gewann 34 Spiele in Folge und zog im Frühjahr 1991 ohne bisherige Saisonniederlage ins NCAA-Halbfinale ein. Dort unterlag UNLV in einer Neuauflage des Endspiels von 1990 Duke mit 77:79. Beim NBA-Draftverfahren 1991 wurden mit Johnson, Augmon und Anthony drei von Tarkanians Spielern unter den ersten Zwölf ausgewählt, Johnson an erster Stelle.
1992 verließ Tarkanian die Running Rebels. Zu diesem Zeitpunkt war er mit einer Siegquote von 83,5 Prozent der erfolgreichste Basketballtrainer in der Geschichte des US-Hochschulbasketballs. Im April 1992 wurde er von der NBA-Mannschaft San Antonio Spurs als Cheftrainer verpflichtet. Am 19. Dezember 1992 wurde er von den Texanern entlassen, nachdem die Mannschaft unter seiner Leitung neun Siege und elf Niederlagen verbucht hatte.
Von 1995 bis 2002 war er Trainer seiner Alma Mater Fresno State, wo er seinen 700. Sieg als College-Trainer feierte. Tarkanian beendete seine Karriere als vierterfolgreichster Trainer in der Geschichte der National Collegiate Athletic Association (NCAA). In der ersten NCAA-Division gelangen ihm als Trainer insgesamt 784 Siege (bei 202 Niederlagen). Teils werden aufgrund von nachträglichen Spielentscheidungen am grünen Tisch andere Zahlen angegeben. Seine Bilanz als Junior-College-Trainer (212:26) ist die beste auf diesem Level. Neben Johnson, Augmon und Anthony gehörten im Laufe der Jahre weitere namhafte Spieler zu Tarkanians Schützlingen, darunter Armen Gilliam, Eddie Owens und J.R. Rider.
2013 wurde er in die Naismith Memorial Basketball Hall of Fame aufgenommen. Er starb am 11. Februar 2015 im Alter von 84 Jahren an den Folgen einer Infektion in einem Krankenhaus in Las Vegas. Jerry Tarkanian war verheiratet. Er und seine Frau Lois hatten vier Kinder und sieben Enkel.

### Rechtsstreit mit der NCAA
1977 wurde Tarkanian seitens der UNLV-Hochschulleitung mitgeteilt, die NCAA habe aufgrund von zehn Verstößen gegen das Regelwerk, welche in einem Bericht des Hochschulsportverbands aufgeführt worden waren, die zweijährige Beurlaubung des Trainers angeordnet. Tarkanian, der eine erhebliche Gehaltskürzung hinnehmen musste, strengte eine Klage gegen die Entscheidung an, erreichte eine Unterlassungsverfügung und setzte seine Trainerarbeit fort. Der Fall ging bis zum obersten Gerichtshof der Vereinigten Staaten. Dort bekam die NCAA 1988 in der Sache Recht, das Gericht urteilte aber, dass nicht die NCAA, sondern lediglich die Hochschule Tarkanian bestrafen könne. Der Rechtsstreit ging erst 1998 zu Ende, als sich die NCAA und Tarkanian auf eine Beilegung einigten, in deren Rahmen der Trainer von dem Hochschulverband 2,5 Millionen US-Dollar erhielt.